# Angela Lindvall
Angela Lindvall (Midwest City, 14 gennaio 1979) è una supermodella e attrice statunitense.

## Biografia
Angela Lindvall comincia la propria carriera giovanissima, sfilando per alcune sfilate locali nel suo stato, il Missouri, fino al giorno in cui viene notata, all'età di 14 anni, da un agente della IMG Models. Grazie all'agenzia, la Lindvall negli anni successivi appare sulla copertina di diverse riviste come Elle, Harper's Bazaar, Marie Claire, Numéro, Vogue, I-D e W.
Dal 2000 al 2008 sfila per Victoria's Secret, Fendi, Calvin Klein, Christian Dior, Tommy Hilfiger, Jil Sander, Chanel ed H&M.  Lindvall è inoltre comparsa spesso anche su Sports Illustrated Swimsuit Issue.
Angela Lindvall ha anche collezionato alcune esperienze come attrice. Ha infatti lavorato nel film CQ del 2001, in Kiss Kiss Bang Bang del 2005 e nei cortometraggi promozionali della DKNY New York Stories del 2003 e DKNY Road Stories del 2004. Nel 2009 ha inoltre recitato nel film horror Murder World.
Nel 2011 è apparsa nella serie televisiva Hawaii Five-0 e ha presentato Project Runway: All Stars, spin-off del reality di moda condotto da Heidi Klum.

## Vita privata
Angela Lindvall ha avuto due figli dal marito William Edwards: William Dakota (2002) e Sebastian (2005). Aveva una sorella, Audrey Lindvall, anche lei modella, morta nel 2006, travolta da un camion.

## Filmografia

### Cinema
- CQ, regia di Roman Coppola (2001)
- Kiss Kiss Bang Bang, regia di Shane Black (2005)

## Doppiatrici italiane
- Giuppy Izzo in CQ
- Laura Latini in Kiss Kiss Bang Bang